# Harraton
Harraton är en stadsdel i Washington, i distriktet Sunderland, i grevskapet Tyne and Wear, i England. Harraton var en civil parish 1866–1974. Civil parish hade 4 325 invånare år 1971.